# Wysoczyzna Elbląska
Die Wysoczyzna Elbląska (deutsch Elbinger Höhe, auch Trunzer Berge) ist ein bis knapp 198 m ü. NN hoher Höhenzug südlich des Frischen Haffs in der polnischen Woiwodschaft Ermland-Masuren.

## Geographie
Die teilweise bewaldete Elbinger Höhe befindet sich unmittelbar nordöstlich von Elbląg (Elbing). Dort liegt sie direkt östlich der Elbinger Niederung, an deren Nordende die Nogat und der Elbląg (Elbing) in den Südwestteil des Frischen Haffs einmünden, bzw. nur wenig östlich des Werders Żuławy Wiślane (Weichsel-Nogat-Delta), an dessen Nordende die Weichsel in den gleichen Haffbereich einmündet. Die bekannteste Erhebung der Elbinger Höhe ist die Milejewska Góra (Butterberg, Góra Maślana) bei Milejewo (Trunz).
Die Elbinger Höhe entstand in der jetzigen Form in der jüngsten, der Weichseleiszeit durch das aus dem Norden vordringende Inlandeis. In ihrem Kern ist sie eine Stauchmoräne. Inwieweit Teile des Höhenzugs bereits während älterer Eisvorstöße entstanden, kann nicht sicher belegt werden. Große Teile der Hochfläche werden heute von Grundmoränengebieten eingenommen, auch Drumlins kommen vor.

## Ortschaften
Ortschaften in bzw. unmittelbar an der Elbinger Höhe sind unter anderen:
- Elbląg (Elbing)
- Młynary (Mühlhausen)
- Tolkmicko (Tolkemit)
- Milejewo (Trunz)
- Wilkowo (Wolfsdorf Höhe)